# Harpagocnema eremoplana
Harpagocnema eremoplana är en fjärilsart som beskrevs av Turner 1919. Harpagocnema eremoplana ingår i släktet Harpagocnema och familjen mätare. Inga underarter finns listade i Catalogue of Life.